# کریسانتنون
کریسانتنون (به انگلیسی: Chrysanthenone) با فرمول شیمیایی C۱۰H۱۴O یک ترکیب شیمیایی با شناسه پاب‌کم ۴۴۲۴۶۳ است. که جرم مولی آن 150.22 g/mol می‌باشد. 